# Quevauvillers
Quevauvillers – miejscowość i gmina we Francji, w regionie Hauts-de-France, w departamencie Somma.
Według danych na rok 1990 gminę zamieszkiwało 1046 osób, a gęstość zaludnienia wynosiła 119 osób/km² (wśród 2293 gmin Pikardii Quevauvillers plasuje się na 274. miejscu pod względem liczby ludności, natomiast pod względem powierzchni na miejscu 548.).